# Serviços Aéreos Cruzeiro do Sul
Serviços Aéreos Cruzeiro do Sul, genannt Cruzeiro do Sul, war eine brasilianische Fluggesellschaft mit Sitz in Rio de Janeiro.
Sie wurde 1927 als Tochtergesellschaft der Deutschen Luft Hansa unter dem Namen Syndicato Condor Ltda gegründet, 1943 in Serviços Aéreos Cruzeiro do Sul umbenannt und am 1. Januar 1993 in die VARIG integriert.

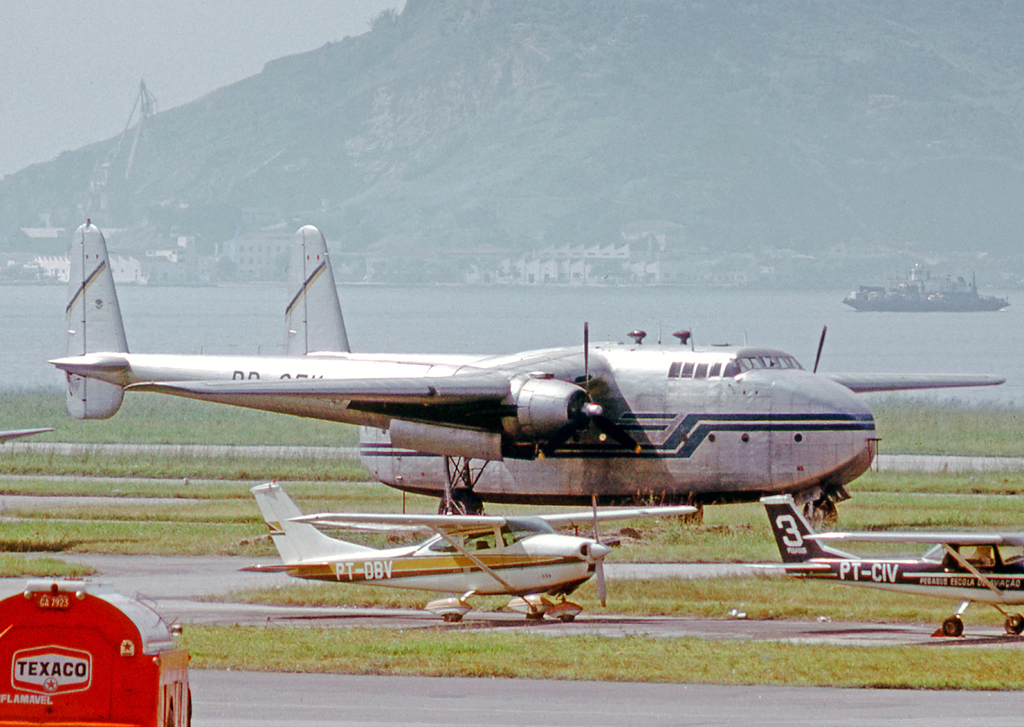
Fairchild C-82 Packet, 1972

## Geschichte
Am 5. Mai 1924 wurde in Berlin das Syndikat Condor (portugiesisch Syndicato Condor) gegründet.
Nach einem knapp einjährigen Probebetrieb wurde für Linienflüge in Brasilien am 1. Dezember 1927 die Syndicato Condor Ltda gegründet; schon am 9. November war mit regulären Flügen von Rio de Janeiro nach Porto Alegre begonnen worden.
Im Jahr 1941 musste der Name in Serviços Aereos Condor Ltda. (SAC) geändert werden.
Am 16. Januar 1943 wurde die Gesellschaft schließlich in Serviços Aéreos Cruzeiro do Sul umbenannt.
Nach dem Zusammenbruch der Panair do Brasil wurden deren inländisches Streckennetz sowie im Juli 1965 die drei Caravelle und fünf Catalina an Cruzeiro transferiert.
Am 1. Januar 1966 wurden die beiden kleineren Fluggesellschaften Transportes Aéreos Catarinense (TAC) und SAVAG – Sociedade Anônima Viação Aérea Gaúcha übernommen.
Im Mai 1975 erwarben die Eigentümer der Varig die Aktienmehrheit an Cruzeiro do Sul. Zunächst wurden die beiden Gesellschaften noch formell getrennt betrieben. Am 1. Januar 1993 wurde Cruzeiro do Sul aufgelöst und vollständig in Varig integriert, womit die zweitälteste Fluggesellschaft Brasiliens nach 66 Jahren in der ältesten aufging.

## Flotte

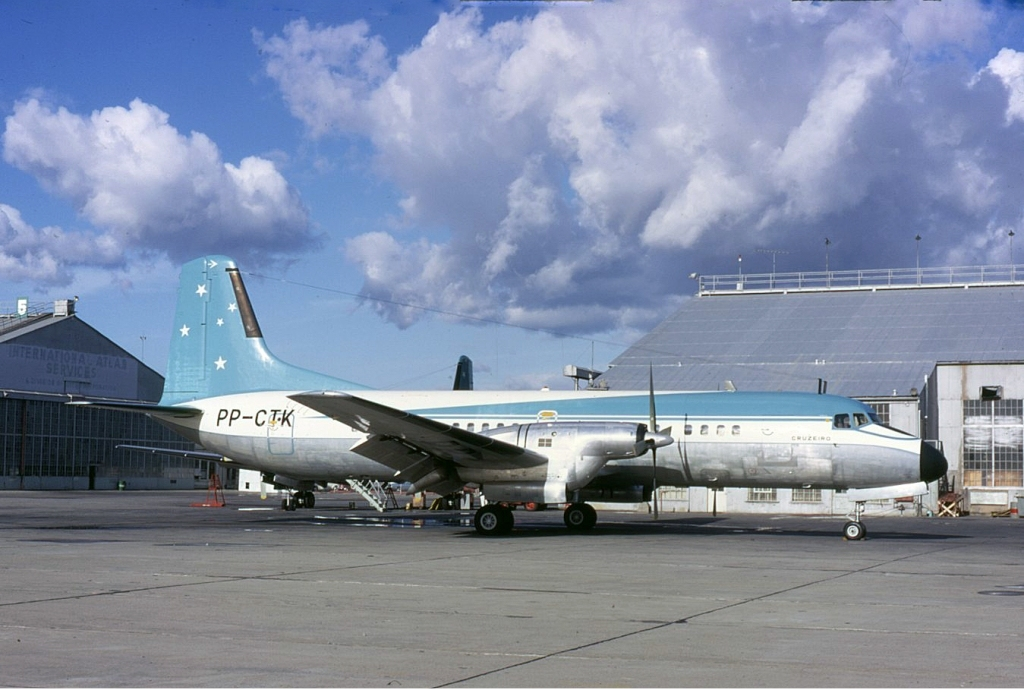
NAMC YS-11, 1968

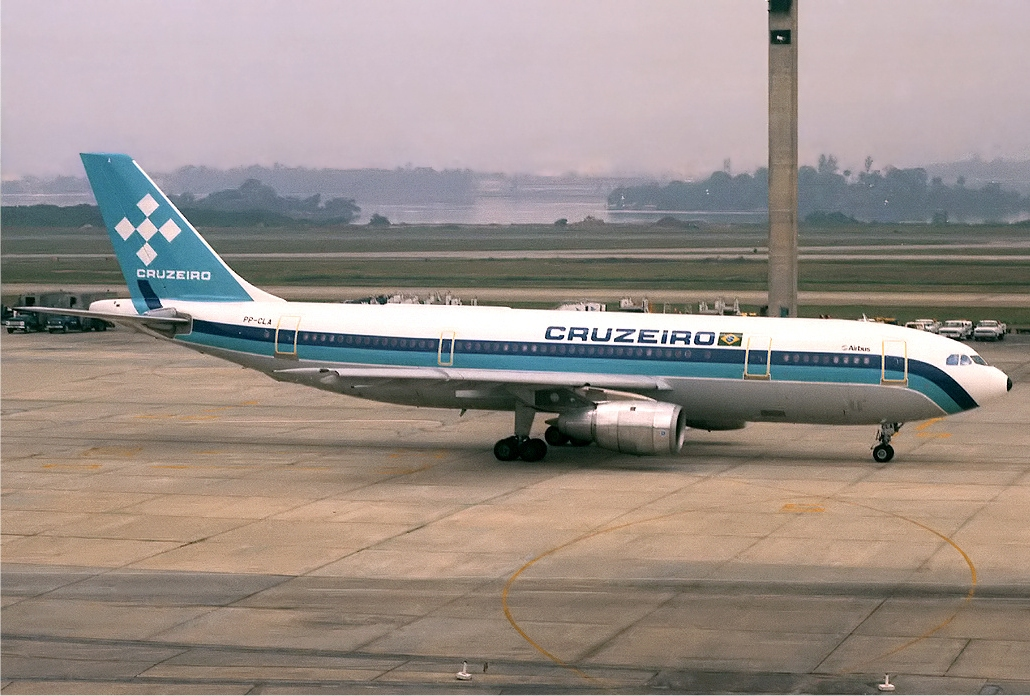
Airbus A300, 1994

### Flotte bei Betriebseinstellung
Zum Zeitpunkt der Betriebseinstellung verfügte die Gesellschaft noch über
- 5 Boeing 727-100
- 6 Boeing 737-200.[3]

### Zuvor eingesetzte Flugzeuge
Am 2. Mai 1947 konnten die ersten Douglas DC-4 übernommen werden, mit denen kurzzeitig Flüge nach New York und Washington durchgeführt wurden.
Das Jetzeitalter begann im Januar 1963, als die erste Caravelle 6R in Dienst gestellt wurde.
Die ersten Boeing 727-100 nahmen am 3. Februar 1970 Flüge von Rio de Janeiro nach Brasília auf. Als erstes Großraumflugzeug wurde im Juni 1980 ein Airbus A300 in Betrieb genommen.
Von 1943 bis zu ihrer Betriebseinstellung setzte Cruzeiro do Sul folgende Flugzeugtypen ein:
- Airbus A300
- Boeing 727-100
- Boeing 737-200
- Consolidated Catalina
- Convair CV-240
- Convair CV-340
- Convair CV-440 Metropolitan
- Douglas DC-3/C-47
- Douglas DC-4
- Fairchild C-82 Packet
- Focke-Wulf Fw 200
- Junkers Ju 52/3m
- NAMC YS-11
- Sud Aviation Caravelle

## Zwischenfälle
Von 1946 bis zur Betriebseinstellung 1993 ereigneten sich bei Cruzeiro do Sul 32 Totalverluste von Flugzeugen, die Hälfte davon ohne Todesfälle. Bei 16 Unfällen kamen jedoch 213 Menschen ums Leben. Beispiele:

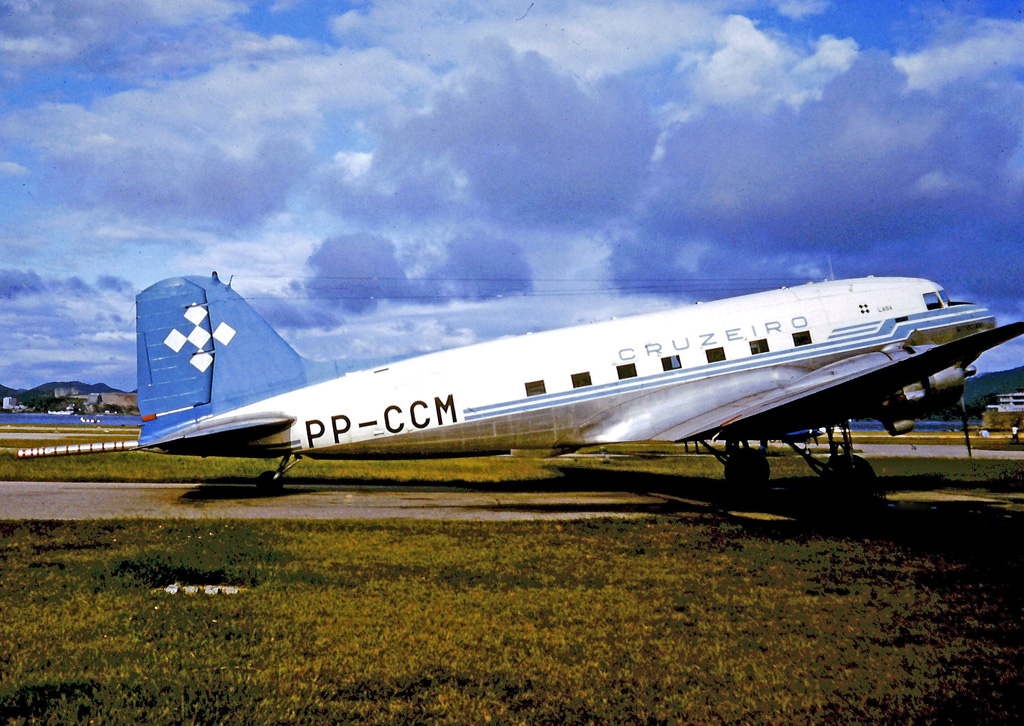
DC-3 der Cruzeiro do Sul, 1975

- Am 8. März 1947 kollidierte eine landende Douglas DC-3 der Panair do Brasil mit dem Luftfahrzeugkennzeichen PP-PCK auf dem Flughafen Rio de Janeiro-Santos Dumont mit der auf der Landebahn rollenden Focke-Wulf Fw 200 der Cruzeiro do Sul PP-CBI. Personen kamen nicht zu Schaden; die Fw 200 wurde zum Totalverlust.[9]

- Am 13. März 1948 kollidierte eine Douglas DC-3A der Cruzeiro do Sul (PP-CBX) im Anflug auf den Flughafen São Paulo-Congonhas (São Paulo, Brasilien) mit dem Bergrücken Sierra Cristais, 32 Kilometer vom Zielflughafen entfernt. Alle 6 Insassen, 4 Besatzungsmitglieder und 2 Passagiere, wurden getötet.[10][11]

- Am 22. März 1951 stürzte eine Douglas DC-3/C-53 der Cruzeiro do Sul (PP-CCX) am Flughafen Florianópolis (Brasilien) ab. Beim Durchstarten während Regens und schlechter Sicht fiel das Triebwerk 2 (rechts) aus und das Flugzeug stürzte in die Bucht. Von den 14 Insassen, vier Crewmitgliedern und zehn Passagieren, starben drei Passagiere, die anderen Insassen überlebten.[12]

- Am 27. Juni 1951 musste die Besatzung einer Douglas DC-3/C-47-DL der Cruzeiro do Sul (PP-CCK) aufgrund von Navigationsproblemen in der Nähe von Trinidad, Bolivien, in einem Sumpfgelände an einem Seeufer notlanden, etwa 250 Kilometer von der Sollstrecke entfernt. Keiner der vier Crewmitglieder des Frachtfluges kam ums Leben. Die Maschine wurde irreparabel beschädigt.[13]

- Am 12. September 1954 kehrten die Piloten einer Douglas DC-3/C-47A der Cruzeiro do Sul (PP-CDJ) zum Startflughafen Rio de Janeiro-Santos Dumont (Brasilien) zurück, als die Wetterbedingungen am Zielflughafen São Paulo-Congonhas unter die Minima gefallen waren. Wegen schwerer Vibrationen im Triebwerk 1 (links) wurde dieses abgestellt. Im Endanflug war das Flugzeug zu hoch; beim versuchten Durchstarten geriet das Flugzeug in einen Sinkflug und schlug auf das Wasser der Guanabara-Bucht auf. Bei diesem Unfall wurden 6 der 21 Passagiere getötet, alle 4 Besatzungsmitglieder und die anderen 15 Passagiere überlebten.[14]

- Am 26. August 1955 kollidierte eine Douglas DC-3A der Cruzeiro do Sul (PP-CBY) mit einem Berg in der Serra do Costelo zwischen Castelo, RJ und Cachoeiro de Itapemirim (Brasilien). Das Flugzeug befand sich auf dem Flug von Campos dos Goytacazes nach Caravelas (Bahia) und war weit von der Luftstraße und dem Flugplankurs abgewichen. Bei diesem CFIT (Controlled flight into terrain) wurden alle 13 Insassen, 4 Besatzungsmitglieder und 9 Passagiere getötet.[15]

- Am 1. Dezember 1955 verlor das linke Triebwerk einer Douglas DC-3/C-47B der Cruzeiro do Sul (PP-CCC) kurz nach dem Abheben vom Flughafen Belém-Val-de-Cans (Pará, Brasilien) an Leistung. Die Piloten schalteten die Hydraulikpumpe aus, was dazu führte, dass das Fahrwerk in halb ausgefahrener Position hängenblieb. Durch dessen hohen Luftwiderstand, gekoppelt mit dem des im Leerlauf drehenden Propellers, kam es zum Sinkflug, bis ein Baum gestreift wurde. Die Maschine stürzte ab und fing Feuer. Alle 6 Insassen, 4 Besatzungsmitglieder und 2 Passagiere, kamen ums Leben.[16]

- Am 11. Januar 1958 verunglückte eine Fairchild C-82A Packet der Cruzeiro do Sul (PP-CEH) auf einem Trainingsflug am Flughafen Rio de Janeiro-Santos Dumont (Brasilien). Mit Blindflugabdeckungen an den Frontscheiben flog die Maschine zu tief, kollidierte mit einer Absperrung und stürzte in die Guanabara-Bucht. Alle drei Besatzungsmitglieder, die einzigen Insassen, überlebten.[17]

- Am 16. Januar 1958 fing das linke Triebwerk der Fairchild C-82 Packet PP-CEF nach dem Start Feuer. Die Maschine stürzte nahe ihrem Startflughafen Belem-Val-de-Cans ab. Alle drei Besatzungsmitglieder kamen ums Leben.[18]

- Am 16. Juni 1958 verunglückte eine Convair CV-440-59 der Cruzeiro do Sul (PP-CEP) im Anflug auf den Flughafen Curitiba (Parana, Brasilien). Das Flugzeug wurde durch sehr starke Fallböen zu Boden gedrückt. Von den 26 Insassen kamen alle 5 Besatzungsmitglieder sowie 16 der 21 Passagiere ums Leben.[19]

- Am 26. Januar 1960 kollidierte eine Tragfläche einer Fairchild C-82A Packet der Cruzeiro do Sul (PP-CEM) während des Rollens auf dem Flughafen Rio de Janeiro-Galeao, (Brasilien) mit einer geparkten Consolidated PB4Y-2 Privateer (ZP-CAD) der ALAS Guaranies SA. Personen kamen nicht zu Schaden. Beide Flugzeuge wurden irreparabel beschädigt.[20]

- Am 12. April 1960 verunglückte eine Douglas DC-3/C-53 der Cruzeiro do Sul (PP-CDS), die für VARIG betrieben wurde, beim Start in Pelotas (Brasilien). Das Flugzeug wich nach rechts von der Startbahn ab, es wurde überkorrigiert und sie nahm Kurs auf geparkte Maschinen. Der Kapitän dachte, er könne eine Kollision durch frühes Abheben verhindern, was sich allerdings als Irrtum erwies. Die DC-3 kollidierte mit den geparkten Flugzeugen PT-ABZ und PP-HDJ, stürzte ab und fing Feuer. Von den 22 Insassen kamen 10 ums Leben, 2 der 3 Besatzungsmitglieder und 8 der 19 Passagiere.[21]

- Am 9. Mai 1962 wurde eine Convair CV-240-0 der Cruzeiro do Sul (PP-CEZ) im Anflug auf den Flughafen von Vitória (Espirito Santo, Brasilien) in den Boden geflogen. Schon 1860 Meter vor der Landebahn streifte das Flugzeug einen Eukalyptusbaum und stürzte zu Boden. Statt die hier erforderliche Höhe von mindestens 150 Metern zu haben, flogen die Piloten viel zu tief an. Bei diesem CFIT (Controlled flight into terrain) wurden von den 25 Insassen 23 getötet, alle 3 Besatzungsmitglieder sowie 20 der 22 Passagiere.[22]

- Am 15. Januar 1963 fiel bei einer Convair CV-240-0 der Cruzeiro do Sul (PP-CEV) nach dem Start vom Flughafen São Paulo-Congonhas (São Paulo, Brasilien) ein Triebwerk aus. Das Flugzeug stürzte vier Kilometer südlich des Startflughafens in ein Haus. Von den 45 Insassen kamen 6 ums Leben, ein Besatzungsmitglied und 5 Passagiere. Außerdem wurden 7 Menschen am Boden getötet.[23]

- Am 22. Januar 1963 geriet eine Convair CV-340-59 der Cruzeiro do Sul (PP-CDY) bei der Landung in starkem Regen auf dem Flughafen von Parnaíba (Piauí, Brasilien) von der Landebahn ab und machte einen Ringelpiez. Alle neun Insassen, drei Besatzungsmitglieder und sechs Passagiere, überlebten. Das Flugzeug wurde irreparabel beschädigt.[24]

- Am 3. Mai 1963 kam es bei einer Convair CV-340-59 der Cruzeiro do Sul (PP-CDW) zu einem Feuer im Triebwerk 2 (rechts). Die Piloten kehrten zum Startflughafen São Paulo-Congonhas (São Paulo, Brasilien) zurück. Im Endanflug, etwa einen Kilometer östlich davon nahm die Maschine die Flugzeugnase sehr steil nach oben (45 Grad); es kam zum Strömungsabriss und Absturz. Ursache war ein unsachgemäßes Vorgehen bei Umstellen des Propellers aus der Segelstellung. Von den 50 Insassen kamen 37 ums Leben, 4 der 5 Besatzungsmitglieder sowie 33 der 45 Passagiere.[25]

- Am 20. August 1965 kehrten die Piloten einer Convair CV-240-0 der Cruzeiro do Sul (PP-CFD) zum Startflughafen Rio de Janeiro-Santos Dumont (Brasilien) zurück, nachdem bald nach dem Start ein Triebwerk ausgefallen war. Bei der Landung geriet das Flugzeug nach links von der Landebahn ab, wobei das linke Hauptfahrwerk zusammenbrach. Alle 33 Insassen, 5 Besatzungsmitglieder und 28 Passagiere, überlebten den Totalschaden.[26]

- Am 19. Oktober 1966 stürzte die Consolidated PBY-5A Catalina PP-PEC auf einem Trainingsflug bei Belem ab. Alle vier Besatzungsmitglieder wurden getötet.[27]

- Am 17. Oktober 1968 verunglückte ein Amphibienflugzeug des Typs Consolidated/Canadian Vickers PBV-1 Canso der Cruzeiro do Sul (PP-PCW) bei der Wasserlandung auf dem Rio Purus bei Canutama (Amazonas (Brasilien)). Beim Aufsetzen berührte der linke Tragflächenschwimmer das Wasser, woraufhin die Flugzeugnase eintauchte und die Kabine volllief. Das Flugzeug schwamm noch 15 Minuten, bevor es sank. Von den 14 Insassen kamen vier Passagiere ums Leben, alle fünf Besatzungsmitglieder und die restlichen fünf Passagiere überlebten.[28]

- Am 20. Oktober 1968 versuchten die Piloten einer Douglas DC-3/C-47A-25-DK der Cruzeiro do Sul (PP-SAD) nach einem Triebwerkausfall beim Start vom Flughafen Feijo (Acre) wieder zurückzukehren. Bei diesem Versuch stürzte die Maschine ab. Alle 19 Insassen kamen ums Leben.[29]

- Am 14. April 1969 wurde eine Douglas DC-3A der Cruzeiro do Sul (PP-CBZ) auf dem Flughafen Santa Isabel do Rio Negro-Tapuruquara (Brasilien) irreparabel beschädigt. Über Personenschäden ist nichts bekannt.[30]

- Am 22. August 1970 verunglückte eine Douglas DC-3/C-47A-30-DK der Cruzeiro do Sul (PP-CCL) am Flughafen Cruzeiro do Sul (Brasilien). Das Flugzeug wurde irreparabel beschädigt. Über Personenschäden ist nichts bekannt.[31]

- Am 28. September 1971 versuchten die Piloten einer Douglas DC-3A-414A der Cruzeiro do Sul (PP-CBV) nach einem Triebwerkausfall beim Start vom Flughafen Sena Madureira wieder zurückzukehren. Bei der in sehr niedriger Höhe erfolgten Platzrunde streifte die rechte Tragfläche Bäume, woraufhin das Flugzeug abstürzte. Alle 32 Personen an Bord wurden getötet, vier Besatzungsmitglieder und 28 Passagiere.[32]

- Am 18. Oktober 1972 wurde eine NAMC YS-11A-202 der Cruzeiro do Sul (PP-CTG) bei der Landung auf dem Flughafen São Paulo–Congonhas (Brasilien) erst an der Mitte der Landebahn aufgesetzt. Als klar wurde, dass die Bremswirkung auf dem nassen Beton nicht ausreichen würde, um die Maschine rechtzeitig zum Stillstand zu bringen, versuchte der Kapitän, eine abrupte Kurve zu machen. Das Flugzeug verließ die Landebahn, kollidierte mit einem Betonkasten und rollte über eine Böschung. Dabei wurde es irreparabel beschädigt. Alle Insassen überlebten den Unfall.[33]

- Am 1. Juni 1973 bäumte sich die Caravelle 6 PP-PDX beim Durchstartversuch am Flughafen São Luís extrem auf und stürzte ab. Das linke Triebwerk hatte keinen Schub geliefert. Alle 23 Personen an Bord kamen um.[34]

- Am 23. Dezember 1973 verunglückte eine Caravelle 6R der Cruzeiro do Sul (PP-PDV) auf dem Flughafen Manaus-Ponta Pelada (Brasilien). Die Maschine wurde viel zu schnell und zu hoch angeflogen, setzte 850 Meter (2800 Fuß) hinter dem Landebahnanfang auf, rutschte von der Bahn und schoss mit einer Geschwindigkeit von 80 Knoten einen Abhang hinunter. Erstaunlicherweise überlebten alle 58 Insassen, 5 Besatzungsmitglieder und 53 Passagiere den Totalschaden.[35]

- Am 29. April 1977 verloren die Piloten einer NAMC YS-11A-202 der Cruzeiro do Sul (PP-CTI) bei der Landung auf dem Flughafen Navegantes (Brasilien) im Nebel die Kontrolle über das Flugzeug. Das Flugzeug geriet nach rechts von der Landebahn ab. Das linke Hauptfahrwerk sowie das Bugfahrwerk brachen zusammen. Die Maschine wurde irreparabel beschädigt. Die beiden Piloten, einzige Insassen auf dem Frachtflug, überlebten den Unfall.[36]